# Heilbrunn (Wiesenfelden)
Heilbrunn ist ein Gemeindeteil der Gemeinde Wiesenfelden im niederbayerischen Landkreis Straubing-Bogen.

## Lage
Das Pfarrdorf Heilbrunn liegt am Filzmoosbach, etwa zwei Kilometer nordöstlich von Wiesenfelden und 3 km südlich von Zinzenzell an der Staatsstraße 2648.

## Geschichte
Von 1818 war der Ort eine eigene politische Gemeinde im Landgericht Mitterfels, ab 1862 im Bezirksamt Bogen, dem Vorläufer des ehemaligen Landkreises Bogen. Die nördlich gelegene Gemeinde Geraszell wurde 1926 eingemeindet.
Heilbrunn und Geraszell hatten seit alters her einen gemeinsamen Bürgermeister. Postalisch gehörte Heilbrunn schon immer zu Wiesenfelden, während Geraszell bis in die frühen 1980er Jahre von Zinzenzell aus postalisch versorgt wurde. Heilbrunn besaß eine eigene Schule, welche seit 1969 dem damals neu gegründeten Schulverband Wiesenfelden angehörte. Bei der Volkszählung 1961 hatte die Gemeinde Heilbrunn 317 Einwohner, davon 69 im Dorf Heilbrunn. Die Gemeindefläche betrug 1964 gut 612 Hektar. Zum Jahresende 1970 wurde die Gemeinde Heilbrunn aufgelöst und mit allen Gemeindeteilen, dem Kirchdorf Heilbrunn und den Dörfern Geraszell, Großviecht und Hötzelsdorf, in die Gemeinde Wiesenfelden eingegliedert.

## Wallfahrt
Heilbrunn war früher durch seine Gnadenkapelle mit eigener Wallfahrt bekannt, die in der Mitte des 17. Jahrhunderts entstand. Der Überlieferung zufolge fand ein gichtkranker Mann namens Adam Kurz bei einer wundertätigen Quelle ein Marienbild wieder, das er während des Dreißigjährigen Krieges vergraben hatte und wurde geheilt.

## Sehenswürdigkeiten

### Wallfahrtskirche St. Magdalena

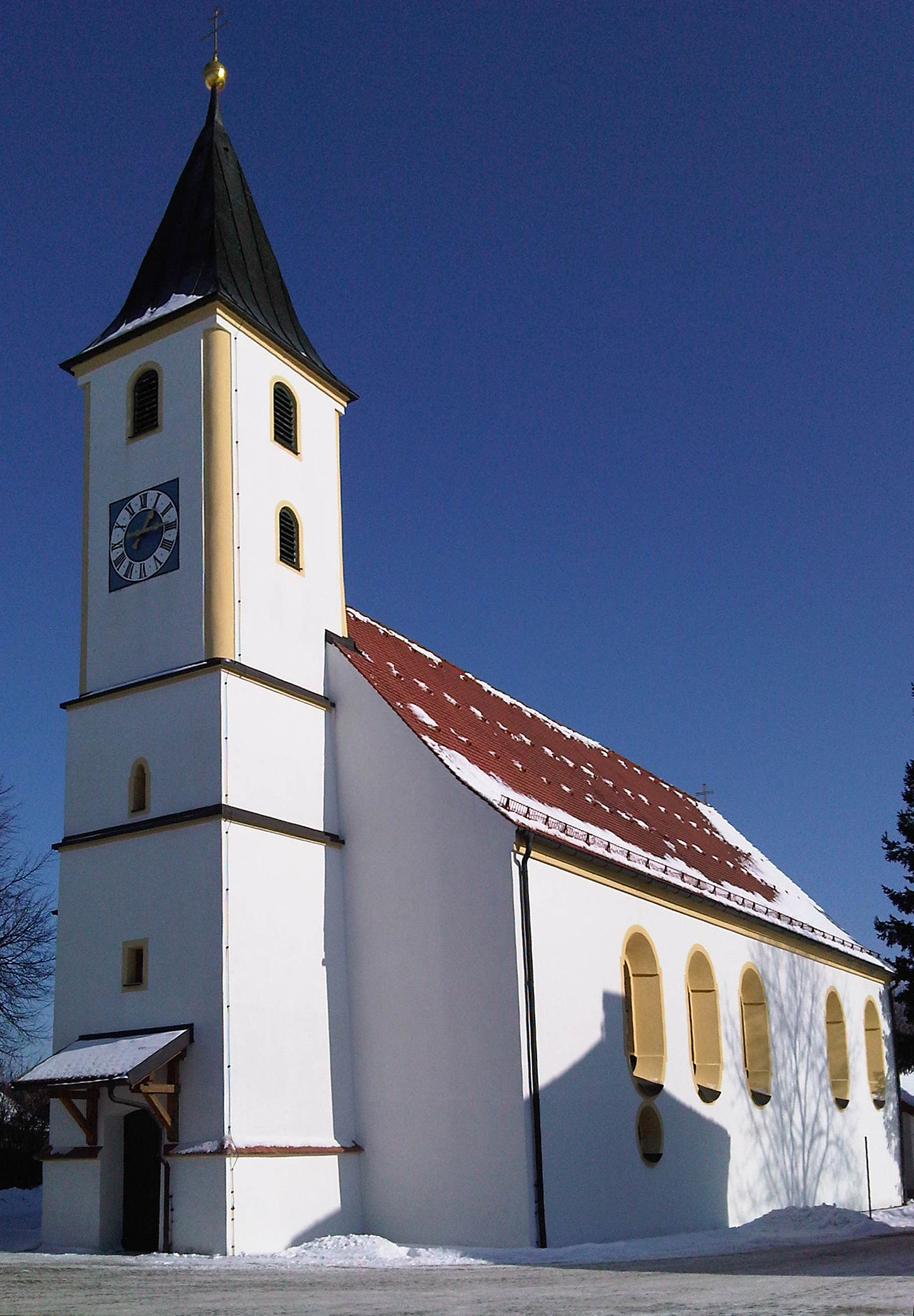
Kirche St. Magdalena

Die Wallfahrtskirche St. Magdalena wurde 1674 erbaut und erhielt später eine neugotische Ausstattung, die aber wieder entfernt wurde. Das Deckengemälde zeigt den Beginn der Wallfahrt, die wunderbare Heilung des gichtkranken Mannes.
Geschichte und Architektur
Ende des 12. Jahrhunderts taucht in den frühen Schriften des Klosters Oberalteich der Name des Weilers Viecht (heute Großviecht) auf. Es ist von einem Hof die Rede, zu dem eine kleine Kapelle gehörte. Ein Hinweis über den Bestand einer Kapelle stammt von 1648. Nach dem Auffinden der Gnadenquelle vergrößerte sich der Zustrom an Pilgern, was 1674 dazu führte, dass eine große Kirche gebaut wurde. Beim Kirchenbau handelt es sich um eine einfache Barockanlage. Der Chor schließt mit fünf Achteckseiten ab, ist vom einspringenden Chorbogen abgegrenzt und hat eine Flachdecke und drei Fensterachsen. Der Turm ist der Westseite vorgestellt, sein Oberbau besteht aus zwei Geschossen, die vom Langhaus abgegrenzt sind. 1986 wurde mit einer Außenrenovierung begonnen, 1987 folgte das Innere der Kirche, 1988 erhielt der Figurenschmuck sein heutiges Aussehen.
1885 war die aus der Erbauungszeit stammende Ausstattung ruinös geworden und wurde gänzlich ersetzt. Es wurden neuromanische Formen gewählt und neue Farbfenster gestiftet. Den Hochaltar schmückte ein Gemälde der heiligen Magdalena aus dem Jahr 1850. Es war von zwei Figuren flankiert und gilt als verschollen. Wand und Deckengemälde gaben dem Raum ein geschlossenes Aussehen.
1961 wurde der Innenraum völlig umgestaltet. Die Einrichtung wurde mit Ausnahme des Gestühls, der Bilder und Figuren entfernt, die Fenster wurden durch einfaches Glas ersetzt. Von der Ausmalung blieb das heute vorzüglich restaurierte Deckengemälde erhalten. An der östlichen Chorwand wurde eine Kreuzigungsgruppe angebracht und zum lebensgroßen Kruzifixus und der schmerzhaften Muttergottes aus der Zeit um 1740 eine passende Figur des heiligen Johannes angeschafft. Die Figuren an der Kanzel stammen aus der Zeit um 1675, der Kreuzweg aus dem Jahr 1884. Im Jahr 1947 wurde die Empore vergrößert.
In den 1980er Jahren wurde die Kirche grundlegend renoviert und die gesamte Raumschale hinsichtlich Stuck und Wände von Grund auf überarbeitet. Es wurde der Altarraum neu gestaltet und eine neue Heizung eingebaut.

### Gnadenkapelle Frauenbrünnl
Die Gnadenkapelle Frauenbrünnl entstand um 1654. Sie enthält einen Altar aus dem 18. Jahrhundert und das Gnadenbild, eine geschnitzte Madonna mit Kind, sowie viele Votivtafeln und den Heilbrunnen. Im Jahr 1648 forderte der Bischof von Regensburg einen Bericht über den „neuerfundenen“ Brunnen an. Um diese Zeit hatte bereits die Verehrung einer Gnadenquelle begonnen.

## Vereine
- Freiwillige Feuerwehr Heilbrunn e. V.
- Krieger- und Soldatenkameradschaft Heilbrunn
- Oldtimerfreunde Heilbrunn e. V.